# Dàn nhạc giao hưởng Philharmonia
Philharmonia là một dàn nhạc giao hưởng Anh có trụ sở tại London. Nó được thành lập vào năm 1945 bởi Walter Legge, một cựu trợ lý tại Nhà hát Hoàng gia. Từ năm 1995, dàn nhạc đã có trụ sở tại Hội trường Lễ hội Hoàng gia. Philharmonia cũng có trụ sở tại Hội trường De Montfort, Leicester, Sở Giao dịch Ngô tại Bedford, và Anvil, Basingstoke. Từ năm 2008, Esa-Pekka Salonen là dàn nhạc của nhạc trưởng và cố vấn nghệ thuật.